# Bob Semple
Robert "Bob" Semple (21 octobre 1873 – 31 janvier 1955) était un leader syndical et ensuite un Ministre des travaux Public lors du premier gouvernement travailliste de Nouvelle-Zélande.

## Jeunesse
Il était né à Sofala, Nouvelle-Galles du Sud, en Australie. Mais il commença à travailler dès son jeune âge comme mineur d'or en Australie. En 1903 il fut impliqué dans une grève des mineurs dans l'État de Victoria en Australie. La grève fut un échec et à l'issue, Bob Semple fut inscrit sur une liste noire.
Pour se soustraire à cette liste noire, Bob Semple décida de partir pour la région de la West Coast (région) de Île du Sud de la Nouvelle-Zélande. En 1907 il fut élu président du syndicat des mineurs de Runanga et gagna le surnom de Bob Semple " le combattant".
Il fut emprisonné en 1913 pour avoir encouragé la grève générale et à nouveau en 1916 après avoir combattu la conscription pour le service outre-mer pendant la Première Guerre mondiale.

## Carrière parlementaire
Bob Semple fut élu en 1918 au siège de Wellington Sud du Parlement au titre du Parti travailliste néo-zélandais mais perdit ce siège lors des élections générales de 1919 (Élections législatives néo-zélandaises de 1919 (en)). En 1928 il gagna le siège de Wellington Est et le garda jusqu'en 1946, où il fut nommé pour le siège de Miramar (la banlieue de Wellington:Miramar (New Zealand electorate) (en). Il y resta jusqu'en 1954, avant de se retirer de la vie publique.
En 1935, il fut distingué par la médaille du jubilé d'argent de George V.
Durant son activité au Parlement, Bob Semple tint d'importants portefeuilles ministériels tels que celui de « Ministre des travaux Publics » et « Ministre des Chemins de fer ». Bob Semple a été considéré par beaucoup comme le principal responsable de la mise en place des investissements pour les infrastructures du premier Gouvernement travailliste de Nouvelle-Zélande. Pendant la Seconde Guerre mondiale, il conçut et fit construire le char dit 'Bob Semple tank (en)', fabriqué en tôle ondulée sur la base d'un tracteur. Ce char présentait de nombreux défauts de conception et des problèmes de fonctionnement et ne put jamais être réellement mis en production, bien qu'il fût et continue à être considéré par de nombreux Néo-Zélandais, avec une certaine affection.
Bob Semple ne chercha pas à être candidat pour sa réélection lors des élections générales de 1954 et il décéda à New Plymouth en janvier 1955.
Sa femme Margaret fut conseillère municipale de Wellington de 1938 à 1941.